# Louis Armand al II-lea, Prinț de Conti
Louis Armand de Bourbon, Prinț de Conti (n. 10 noiembrie 1695, Versailles, communauté d'agglomération Versailles Grand Parc⁠(d), Franța – d. 4 mai 1727, Hôtel de Nevers⁠(d), Paris, Regatul Franței) a fost Prinț de Conti din 1709 până la moartea sa, succedând tatălui său, François Louis, Prinț de Conti. Ca membru al Casei de Bourbon, a fost prinț de sânge. Mama lui a fost Marie Thérèse de Bourbon, o nepoată a lui Louis de Bourbon, le Grand Condé. 
Linia masculină s-a stins în 1814; prin fiica lui, el este strămoșul de astăzi a regilor Spaniei, Belgiei și a pretendenților la tronul Franței și ai Italiei.